# 고농도 과산화 수소
고농도 과산화수소(High-test peroxide)는 농도 85-98%의 과산화수소를 말한다.

## 역사
약국에서 파는 소독용 과산화 수소의 농도는 3%이다. 베타딘처럼 일반 상처의 소독에 사용한다. 반면에 농도 85%의 고농도 과산화수소는 HTP(High-test peroxide)라고 부른다. 미사일 연료로 사용된다.
고농도 과산화수소(high test peroxide, HTP)는 촉매와 접촉하게 되면 뜨거운 증기와 산소로 급격하게 분해된다.
2000년 침몰한 러시아의 전략원잠 쿠르스크호는 직경 650 mm HTP 어뢰인 65형 어뢰의 과산화수소가 유출되어 폭발, 옆에 있던 7발의 중어뢰가 동시에 폭발하여 침몰했다. 승무원 전원이 사망했다. 러시아의 65형 어뢰, 53형 어뢰는 등유를 연료로, 고농도 과산화수소를 산화제로 하여, 물 속에서 가스터빈 엔진을 돌린다.
고농도 과산화수소는 연료와 산화제가 하나로 된 단일추진제이지만, 등유나 고체연료를 연료로 하고 고농도 과산화수소를 산화제로 사용하기도 한다.
2018년 10월 28일 발사한 우리새 2호는 산화제로 고농도 과산화수소를 사용했다.

## 같이 보기
- 쿠르스크 호 침몰 사고